# Telocorys longisetosa
Telocorys longisetosa är en insektsart som först beskrevs av Green 1924.  Telocorys longisetosa ingår i släktet Telocorys och familjen ullsköldlöss. Inga underarter finns listade i Catalogue of Life.